# 鉤手水母屬
鉤手水母屬（學名：Gonionemus）是笠水母科的一個屬，這個屬有三種水母。

## 棲息地
常見於溫暖的水域。原產於北太平洋，從越南到西太平洋的鄂霍次克海南部，從華盛頓州的普吉特灣到東太平洋的阿留申群島。

## 運動方式
牠們利用每個觸手中間附近的粘性圓盤附著在大葉藻(鰻草)、石蓴(海萵苣)或各種藻類上，而不是游動。不過，必要時它們也能游泳。

## 體型
牠們體型較小（鈴鐺傘狀體半徑為大約12.5毫米），而全身幾乎都是透明的，掛在搖曳的海藻上時很難看到。可以看到四個橙色至黃褐色的性腺，位於四個徑向管道的大部分長度上。淡黃色的鬃毛有四片短短的皺褶唇。喇叭口邊緣有多達 80 個觸手，並有數量相等的體囊。

## 食物
主要以浮游動物、等足目、端足類，屬於肉食性。牠們的主要的捕食方式是通過鈴鐺傘狀體有節奏的推動自己在水體中向上游動。抵達水面後，鈴鐺傘狀體放鬆，觸手會完全伸展，當慢慢漂向水底時，遇到的任何小魚或甲殼類動物都會被捕獲。有時，會利用觸手附著在海底附近的海草或其他物體上，伸出觸手，等待獵物靠近。

## 種
- 敏捷鉤手水母Gonionemus agilis Watson & Govindarajan, 2017
- 鐵鉤鉤手水母Gonionemus hamatus Kramp, 1965
- 轉鉤手水母 Gonionemus vertens A. Agassiz, 1862

## 資料來源
1. 1 2 3  . invasions.si.edu.   [2023-07-28]. （原始内容存档于2023-09-23）.